# 南窖乡
南窖乡，是中华人民共和国北京市房山區下辖的一个乡镇级行政单位。

## 行政区划
南窖乡下辖以下地区：
花港村、中窖村、大西沟村、水峪村、南窖村、北安村、南安村和三合村。

## 中国传统村落
- 2012年12月，水峪村被评为第一批中国传统村落。
- 2016年12月，南窖村被评为第四批中国传统村落。